# MR 41
O MR-41 é uma ogiva nuclear da França. Era uma bomba de hidrogênio portada pelos mísseis M1 SLBM e M2 SLBM nos submarinos classe Redoutable.
Ela tinha um rendimento de 500 quilotons e a fase de fissão utilizava urânio enriquecido, além de ser impulsionada por deutério e trítio.
Entrando em serviço e 1972, ela foi retirada do serviço no final de 1979, sendo substituída pelas ogivas TN 60.